# Информационна бележка
Информационната бележка е вид медиен жанр.
Чрез информационната бележка:
- се съобщават като новина факти, които са актуални и значими за широк кръг читатели, слушатели, зрители;
- новината се представя обективно и лаконично, без пряк израз на отношение към нея;
- вниманието се насочва към отговор на въпросите: Какво се случва? Кои участват в случката? Кога? Къде?
- Информативната функция се осъществява чрез засилена употреба на думи с пряко значение (наутрална лексика) и на разказни изречения;